# Orden monomial
En Álgebra, un orden monomial u orden admisible es una ordenación del conjunto de monomios de un anillo, que se utiliza para poder establecer un algoritmo de división en polinomios de varias variables.

## Definición
Sea {\displaystyle R} un anillo conmutativo y {\displaystyle S:=\{x_{1},...,x_{n}\}} un conjunto de indeterminadas. Sea {\displaystyle {\mathcal {M}}} el conjunto de monomios sobre {\displaystyle S} (como es habitual, denotamos por {\displaystyle X} al monomio {\displaystyle x_{1}\cdot x_{2}\cdot ...\cdot x_{n}}, y dado el multiíndice {\displaystyle \alpha =(\alpha _{1},...,\alpha _{n})\in \mathbb {N} ^{n}}, denotarmos por {\displaystyle X^{\alpha }} al monomio {\displaystyle x_{1}^{\alpha _{1}}\cdot ...\cdot x_{n}^{\alpha _{n}}}; aquí entenderemos por monomios a productos de indeterminadas, sin coeficientes en el anillo).  Se dice que < es un orden monomial si se cumple que:
- < es un orden total en {\displaystyle {\mathcal {M}}}.

- Dados {\displaystyle \alpha ,\beta ,\gamma \in \mathbb {N} ^{n}} de manera que {\displaystyle X^{\alpha }<X^{\beta }}, entonces se cumle que {\displaystyle X^{\alpha }X^{\gamma }<X^{\beta }X^{\gamma }}.

En algunos textos se exige otra condición, la de que < sea un buen orden en {\displaystyle {\mathcal {M}}}. Nosotros denominaremos orden monomial global a todo orden monomial que también es buen orden. Esto se hace así para permitir ciertos tipos de órdenes monomiales sobre anillos locales que resultan ser muy útiles.

### Orden monomial global
Un orden monomial < sobre {\displaystyle {\mathcal {M}}} se dice que:
- es artiniano si todo subconjunto no vacío tiene elemento mínimo (es decir, es buen orden);

- es global si toda variable es mayor que la unidad del anillo, es decir, {\displaystyle 1<x_{i}} cualquiera que sea el {\displaystyle i\in \{1,...,n\}};

- refina el orden parcial definido por la división si se cumple que {\displaystyle X^{\alpha }<X^{\beta }} si {\displaystyle X^{\alpha }} divide a {\displaystyle X^{\beta }}.

El hecho de que un orden monomial sea global es equivalente a que sea artiniano y a que refine el orden parcial definido por la división.

### Orden monomial local
Un orden monomial < sobre {\displaystyle {\mathcal {M}}} se dice que es local si la unidad del anillo es mayor que toda variable, es decir, si {\displaystyle x_{i}<1} cualquiera que sea el {\displaystyle i\in \{1,...,n\}}.